# Nur noch kurz die Welt retten
Nur noch kurz die Welt retten ist ein Popsong des deutschen Singer-Songwriters Tim Bendzko. Der Titel wurde in den Hamburger Festland Studios von Swen Meyer produziert und war eine Vorabveröffentlichung als Single durch Sony Music Entertainment drei Wochen vor der Veröffentlichung des Debütalbums Wenn Worte meine Sprache wären am 27. Mai 2011.

## Inhalt
Der Song beschreibt, wie jemand eine auf ihn wartende Person vertröstet, weil er mit anderen Dingen beschäftigt ist (nur noch kurz die Welt retten, noch 148 Mails checken).
Laut eigener Aussage saß Tim Bendzko mit zwei Musikern zusammen und sie wollten ein Lied schreiben. Dabei kam die Idee zu diesem Liedtitel auf. Bendzko erinnerte sich dabei an den Lebensgefährten seiner Mutter. Dieser habe immer diesen Satz gesagt, wenn er Computerspielen ging, um sich vor Aufgaben zu drücken. Deshalb war schnell klar, dass es in dem Lied darum geht, nur vorzugeben, etwas ganz Wichtiges zu tun, um eigentlich Freizeit zu haben.

## Rezeption

### Rezensionen
Laut.de schreibt, das Lied nehme „einen bei der Hand“ und halte „Spiegel vor die Augen“. Hans-Peter Ecker auf seinem Blog „Deutsche Lieder“ sieht eine „bedenklich asymmetrisch ausgebildete Kommunikationsbeziehung zwischen Ich und Du; diesem Paar wird man keine gedeihliche gemeinsame Zukunft prognostizieren wollen.“

### Chartplatzierungen
| ChartsChartplatzierungen | Höchstplatzierung | Wochen |
| ------------------------ | ----------------- | ------ |
| Deutschland (GfK)        | 2 (47 Wo.)        | 47     |
| Österreich (Ö3)          | 8 (34 Wo.)        | 34     |
| Schweiz (IFPI)           | 4 (35 Wo.)        | 35     |

| ChartsJahrescharts (2011) | Platzierung |
| ------------------------- | ----------- |
| Deutschland (GfK)         | 10          |
| Österreich (Ö3)           | 42          |
| Schweiz (IFPI)            | 40          |

### Auszeichnungen für Musikverkäufe
| Land/Region        | Auszeichnungen für Musikverkäufe (Land/Region, Auszeichnung, Verkäufe) | Verkäufe |
| ------------------ | ---------------------------------------------------------------------- | -------- |
| Deutschland (BVMI) | 3× Gold                                                                | 450.000  |
| Österreich (IFPI)  | Platin                                                                 | 15.000   |
| Schweiz (IFPI)     | Platin                                                                 | 30.000   |
| Insgesamt          | 1× Gold · 3× Platin ·                                                  | 510.000  |

## Coverversionen
2012 veröffentlichte der Sänger Xander de Buisonjé De wereld redden, eine Version des Lieds in niederländischer Sprache. Der Titel erreichte Platz 24 der Hitparade in den Niederlanden.
Deutschsprachige Coverversionen erschienen von Peter Kraus auf dem Album Zeitensprung (21. März 2014), von Adoro auf dem Album Nah bei dir  (7. November 2014) sowie von Emilio Sakraya im Zuge der elften Staffel des TV-Formats Sing meinen Song – Das Tauschkonzert, Vol. 11 (30. April 2024).